# Kuji (Iwate)
Kuji (久慈市 Kuji-shi?) es una ciudad localizada en la prefectura de Iwate, Japón. En octubre de 2019 tenía una población estimada de 33.556 habitantes y una densidad de población de 53,8 personas por km². Su área total es de 623,50 km².

## Geografía

### Localidades circundantes
- Prefectura de Iwate
  - Hirono
  - Iwaizumi
  - Karumai
  - Kunohe
  - Kuzumaki
  - Noda

## Demografía
Según los datos del censo japonés, esta es la población de Kuji en los últimos años.
| 1995   | 2000   | 2005   | 2010   | 2015   |
| ------ | ------ | ------ | ------ | ------ |
| 41.225 | 40.178 | 39.141 | 36.872 | 35.642 |

## Relaciones internacionales

### Ciudades hermanadas
- Franklin, Estados Unidos – desde 1960
- Klaipėda, Lituania – desde 1989